# 아름송이
아름송이(본명: 한아름송이, 1993년 2월 7일 ~ )는 대한민국의 방송인이다. 메이크업 유튜브 채널인 아름송이 areumsongee라는 이름으로 2017년 2월 4일부터 활동 중이다.

## 방송 프로그램
- 《얼짱시대 4》 (2011년)
- 《얼짱시대 5》 (2011년)
- 《얼짱시대 6》 (2011년 ~ 2012년)
- 《얼짱시대 7》 (2012년 ~ 2013년)
- 《얼짱TV》 (2012년)
- 《얼짱TV 2》 (2013년)

## 학력
- 평원중학교
- 치악고등학교
- 대전대학교 뷰티건강관리학과

## 같이 보기
- 얼짱